# Resolutie 1374 Veiligheidsraad Verenigde Naties
Resolutie 1374 van de Veiligheidsraad van de Verenigde Naties werd unaniem door de VN-Veiligheidsraad aangenomen op 19 oktober 2001, en verlengde het onderzoek naar schendingen van de sancties tegen de UNITA-rebellen in Angola opnieuw met een half jaar.

## Achtergrond
Nadat Angola in 1975 onafhankelijk was geworden van Portugal, keerden de verschillende onafhankelijkheidsbewegingen zich tegen elkaar om te wedijveren over de macht. Onder meer Zuid-Afrika en Cuba bemoeiden zich met de burgeroorlog totdat onderhandelingen tot een akkoord leidden en ze zich in 1988 terugtrokken. Een akkoord in 1991 voorzag in verkiezingen. Toen de UNITA-rebellenbeweging die verloor, greep ze opnieuw naar de wapens. Een nieuw akkoord in 1994 leidde niet tot vrede. UNITA werd internationaal geconfronteerd met een embargo en steeds verder in het nauw gedreven door het regeringsleger. In 2002 werd ze door dat leger onthoofd, waarna ze zichzelf tot een politieke partij omvormde en demobiliseerde.

## Inhoud

### Waarnemingen
De Veiligheidsraad herhaalde zijn bezorgdheid over de gevolgen van de situatie in Angola voor de bevolking. Voor zolang nodig zouden de sancties tegen UNITA — de rebellenbeweging die niet meer meewerkte aan de uitvoering van het vredesakkoord — worden gehandhaafd.

### Handelingen
Het mandaat van het waarnemingsmechanisme — een panel van experts — dat schendingen van de sancties tegen UNITA onderzocht werd met 6 maanden verlengd tot 19 april 2002. Het comité dat toezag op de uitvoering van de sancties en dat met resolutie 864 in 1993 was opgericht werd gevraagd de rapporten met aanbevelingen van de experts te bekijken. De experts zelf werden gevraagd binnen de zestig dagen een actieplan op te stellen voor haar toekomstige werk over onder meer sancties tegen UNITA in verband met diamanten, wapens en financiering.

## Verwante resoluties
- Resolutie 1336 Veiligheidsraad Verenigde Naties
- Resolutie 1348 Veiligheidsraad Verenigde Naties
- Resolutie 1404 Veiligheidsraad Verenigde Naties (2002)
- Resolutie 1412 Veiligheidsraad Verenigde Naties (2002)

Lijst ·  1335 ·  1336 ·  1337 ·  1338 ·  1339 ·  1340 ·  1341 ·  1342 ·  1343 ·  1344 ·  1345 ·  1346 ·  1347 ·  1348 ·  1349 ·  1350 ·  1351 ·  1352 ·  1353 ·  1354 ·  1355 ·  1356 ·  1357 ·  1358 ·  1359 ·  1360 ·  1361 ·  1362 ·  1363 ·  1364 ·  1365 ·  1366 ·  1367 ·  1368 ·  1369 ·  1370 ·  1371 ·  1372 ·  1373 ·  1374 ·  1375 ·  1376 ·  1377 ·  1378 ·  1379 ·  1380 ·  1381 ·  1382 ·  1383 ·  1384 ·  1385 ·  1386